# Scorpios (band)
Scorpios is een Amerikaanse indierockband afkomstig uit Santa Barbara dat in 2011 is opgericht als een muzikaal project van verschillende punkmusici, namelijk door Joey Cape (Bad Astronaut, Joey Cape's Bad Loud, Lagwagon, Me First and the Gimme Gimmes), Tony Sly (No Use for a Name), Jon Snodgrass (Armchair Martian, Drag the River), en Brian Wahlstrom (Joey Cape's Bad Loud).
Het debuutalbum (getiteld Scorpios) werd uitgegeven onder eigen beheer in 2011 en later heruitgegeven via Destiny Records in 2013 en Fat Wreck Chords in 2014. In 2017 werd het tweede studioalbum (getiteld One Week Record) uitgegeven via One Week Records, het platenlabel van Joey Cape, en Fat Wreck Chords.
Tony Sly overleed op 1 augustus 2012 op 41-jarige leeftijd. Desondanks besloten de overgebleven leden om door te gaan met de band. Hij werd uiteindelijk vervangen door Chris Cresswell (The Flatliners).

## Discografie
Studioalbums
- Scorpios (2011, eigen beheer)
- One Week Record (2017, One Week Records)